# Śmigiel Zachód
Śmigiel Zachód - wąskotorowy kolejowy przystanek osobowy w Śmiglu, w woj. wielkopolskim, w Polsce. Mieści się przy ulicy Kościuszki.